# Луфотрелвір
Луфотрелвір англ. Lufotrelvir, відомий також як PF-07304814 — синтетичний експериментальний противірусний препарат, розроблений компанією «Pfizer», який за механізмом дії є інгібітором протеази 3CL. Луфотрелвір є проліками, які містять фосфатну групу, та розщеплюється in vivo з одержанням активної речовини PF-00835231. Проводяться клінічні дослідження луфотрелвіру на людях для лікування COVID-19, у яких показана хороша активність препарату до збудника COVID-19, включаючи кількох варіантів штамів, але, на відміну від спорідненого препарату PF-07321332, він не є активним при пероральному застосуванні, і його слід вводити внутрішньовенно, і тому він вважається в цілому менш перспективним кандидатом для клінічного застосування.